# Derby Sãocarlense
Derby Sãocarlense, é o nome pelos quais são conhecidos os clássicos da cidade de São Carlos entre os times de futebol; Paulista EC, Ideal Club, Palestra de São Carlos, Ruy Barbosa, Bandeirantes, Estrela da Bela Vista, Expresso São Carlos, Sãocarlense e São Carlos FC. É a rivalidade entre os clubes que foram os mais populares da cidade de São Carlos, e foi a mídia escrita e falada da cidade quem batizou essas rivalidades (sempre que havia confronto entre os mesmo), com o nome de Derby Sãocarlense, em referência a mais importante corrida de cavalos do mundo, o Derby de Epsom.

## História
A história começa quando surge em 14 de janeiro de 1912 o Hipódromo Sãocarlense  pertencente ao "Derby Club", uma nova sociedade com o objetivo de desenvolver e melhorar a raça cavalar por meio de corridas, concursos hípicos e exposição. O clube ficava perto da "Estação Hipódromo" e onde havia o Estádio Derby Sãocarlense que era mais conhecido como Hipódromo Sãocarlense; nas imediações da extinta sub-estação de energia da Companhia Paulista de Estradas de Ferro, onde hoje, a paradinha (estação) ainda serve como moradia, localizada junto a uma antiga colônia de casas da antiga Companhia Paulista, mas isolada em relação à linha, aparentemente já sem plataforma e sem nenhum desvio que a alcance. Supõe-se que o "Derby Club" foi extinto em 1925. 
Desde o começo do Século XX, na década de 10 é que começou a primeira das rivalidades, como os jogos entre o Paulista EC, o Ideal Club e o Palestra de São Carlos. Posteriormente nas décadas 20, 30 e 40 ela se deu com o Palestra de São Carlos, o Ruy Barbosa, o Ferroviário de São Carlos e o Ferroviários; de 50 e 60 veio a rivalidades entre o Bandeirantes, o Estrela da Bela Vista e o Expresso São Carlos, depois na década de 70, 80 e 90 ela se deu entre o Estrela da Bela Vista e o Sãocarlense, sendo que essa última foi a mais forte. 
Essas rivalidades se formaram tanto no futebol amador da cidade, como também no futebol profissional do Estado de São Paulo.

## Jogos entre as esquipes
Derby 1 e 2
- O Paulista EC surgiu em 1903, e o Ideal Club surgiu em 1912 associados às camadas dos ferroviários da Companhia Paulista de Estradas de Ferro da sociedade sãocarlense. Na fim década surge o Palestra de São Carlos em 1919, como o representante da imensa colônia italiana de São Carlos e região.

- Houve muitos confrontos entre o Paulista EC, o Ideal Club e o Palestra.

- No primeiro confronto entre "Paulista" e "Palestra de São Carlos", em 1919, houve vitória do Paulista por 1 a 0.

Derby 3
- O Palestra de São Carlos que surgiu em 1919. O Ruy Barbosa que surgiu em 1929 como representante dos afro-ascendentes na região da Vila Nery, possuia estádio próprio conhecido como Campo do Rui Barbosa, que depois se tornou o Estádio Rui Barbosa. Havia também o Ferroviário de São Carlos e depois Ferroviários que surgiram da classe dos funcionários da ferrovia.

- Houve vários confrontos entre eles, mas ainda estão sendo pesquisados em jornais da cidade e na Liga Sãocarlense de Futebol.

Derby 4
- O Estrela da Bela Vista surgiu em 1952 associado a camada de operários da cidade. Em 1953 surge o Expresso São Carlos como representante dos funcionários de uma transportadora de cargas da cidade.

- No primeiro confronto entre "Estrela da Bela Vista" e "Expresso São Carlos", em 9 de julho de 1957, houve vitória do Expresso por 3 a 2, jogo realizado no "Campo do Palmeirinha", em jogo válido pela 3ª divisão do campeonato paulista.

- No jogo de volta pelo mesmo campeonato, realizado em 8 de setembro de 1957, houve empate em 1 a 1, jogo realizado no Estádio João Ratti.

Derby 5
- O Bandeirantes surgiu em 1941 associado a classe média da cidade. Em 1952 surge o Estrela da Bela Vista que  representava da camada dos operários da cidade.

- No confronto entre "Bandeirantes" e "Estrela da Bela Vista", em 1º de maio de 1957, houve vitória do Bandeirantes por 4 a 3 (amistoso comemorativo ao dia do trabalho).

Derby 6
- O Estrela da Bela Vista que surgiu em 1952, associado a camada dos operários da cidade. Em 1976 surge o Grêmio Sãocarlense como representante da classe ligada ao comércio da cidade.

- No primeiro confronto entre  "Estrela da Bela Vista" e "Grêmio Sãocarlense" em 1976 houve o empate de 0x0. No segundo confronto houve empate em 1x1 (o gol do "Estrela da Bela Vista" foi marcado por "Marcão Beleza" e do Grêmio Sãocarlense através de "Tite"), jogos válidos pelo campeonato paulista da segunda divisão (atual Série A2), jogos realizados no Estádio Luís Augusto de Oliveira.

- Em 1985 houve o confronto em 2 turnos pela Taça Estado de São Paulo. No primeiro turno em jogo com mando do "Sãocarlense", houve vitória por 2x1 para o mandante e no 2º turno com mando do "Estrela", também houve vitória do "Sãocarlense" por 3x0, os dois jogos realizados no Estádio Luís Augusto de Oliveira.

Retorno do Derby Sãocarlense
No Campeonato Paulista de Futebol de 2021 - Segunda Divisão, o Grêmio Sãocarlense e o São Carlos FC se enfrentaram pela primeira vez, pelo Grupo 3 da primeira fase da competição. O jogo terminou empatado em 1 a 1. Este foi o 1.º derby em uma competição profissional da Federação Paulista de Futebol desde 1985.
Prólogo
- Das várias partidas que houve nesses seis "Derbys" durante vários anos entre esse clubes, o placar de 2 a 1 é o mais comum. Em seguida, aparece o placar de 1 a 0.

- Na verdade são doze "Derbys" entre todos esses clubes, e muitos carecem de fontes confiáveis, para serem relatados aqui.

## Estatísticas
Outros
- Maior goleada desses confrontos: ?

- Partida com maior número de gols: 7 gols em 1957, Bandeirantes 4 x 3 Estrela da Bela Vista - Estádio Paulista - "Amistoso comemorativo ao dia do trabalho"

## Estádios
Os estádios usados por esses "derbys" foram pela ordem; o antigo Estádio Derby Sãocarlense (demolido), o Campo do Palmeirinha (hoje área urbana), o Estádio Paulista (hoje do São Carlos Clube), o Campo da Vila Nery  se tornou o Estádio Rui Barbosa (hoje fechado para futebol), o "Campo do Expresso" (era o do Palmeirinha e foi demolido), o Estádio João Ratti (hoje usado pela liga), e o Estádio Luís Augusto de Oliveira (hoje usado).